# Президијум Народне скупштине НР Босне и Херцеговине
Президијум Народне скупштине НР Босне и Херцеговине био је колективни шеф државе у Народној Републици Босни и Херцеговини од 28. априла 1945. до 29. јануара 1953. године. Настао је трансформацијом Председништва ЗАВНОБиХ у Председништво Народне скупштине Босне и Херцеговине, а дефинисан је Уставом НР Босне и Херцеговине из 1946. године. Укинут је доношењем Уставног закона, након чега је функција шефа државе у НР БиХ пренета на функцију председника Народне скупштине.

## Историјат
На Првом заседању Земаљског антифашистичког већа народног ослобођења Босне и Херцеговине (ЗАВНОБиХ) одржаном 25. новембра 1943. у Мркоњић Граду изабрано је Председништво ЗАВНОБиХ од 31 члана, чији је председник био Војислав Кецмановић Ђедо. На Трећем заседању ЗАВНОБиХ, одржаном од 26. до 28. априла 1945. у Сарајеву, ЗАВНОБиХ је прерастао у Народну скупштину Босне и Херцеговину, а Председништво ЗАВНОБиХ у Председништво Народне скупштине. Дотадашњи председник Председништва ЗАВНОБиХ Војислав Кецмановић постао је председник Председништва и уједно председник Народне скупштине.
Усвајањем Закона о имену Народне Републике Босне и Херцеговине 20. фебруара 1946. Председништво Народне скупштине преименовано је у Президијум Народне скупштине. Након избора за Уставотворну скупштину НР Босне и Херцеговине, одржаних 13. октобра 1946, конституисана је Уставотворна скупштина, која је 13. новембра изабрала Президијум Уставотворне скупштине, чији је председник био Ђуро Пуцар Стари. Уставотворна скупштина усвојила је 31. децембра 1946. Устав Народне Републике Босне и Херцеговине којим је дефинисана улога Президијума Народне скупштине који је био колективни орган и састојао се од председника, три потпредседника, једног секретара и највише 25 чланова. Истог дана када је усвојен Устав, Президијум Уставотворне скупштине преименован је у Президијум Народне скупштине. 
Пуцар се на челу Президијума налазио до 15. септембра 1948. када је изабран за председника Владе НР Босне и Херцеговине, а функцију председника Президијума тада је преузео Владо Шегрт. Након избора за Народну скупштину одржаних 3. децембра 1950. Народна скупштина је 21. децембра 1950. изабрала нови Президијум чији је председник остао Шегрт.  
Након што је Народна скупштина ФНРЈ 13. јануара 1953. усвојила Уставни закон о основама друштвеног и политичког уређења ФНРЈ, којим је између осталог укинут Президијум Народне скупштине ФНРЈ, Народна скупштина НР Босне и Херцеговине је 29. јануара 1953. усвојила Уставни закон о основама друштвеног и политичког уређења НР БиХ којим је укинут Президијум Народне скупштине НР Босне и Херцеговине.

## Председници
| Сазив скупштине | Број | Име и презиме       | Животни век | Мандат              | Мандат              | Трајање мандата    | Назив функције                                                       | Реф.  |
| Сазив скупштине | Број | Име и презиме       | Животни век | Почетак             | Крај                | Трајање мандата    | Назив функције                                                       | Реф.  |
| --------------- | ---- | ------------------- | ----------- | ------------------- | ------------------- | ------------------ | -------------------------------------------------------------------- | ----- |
| —               | 1    | Војислав Кецмановић | 1881—1961.  | 25. новембар 1943.  | 28. април 1945.     | 2 године, 322 дана | Председник Председништва ЗАВНОБиХ                                    | [ 3 ] |
| —               | 1    | Војислав Кецмановић | 1881—1961.  | 28. април 1945.     | 20. фебруар 1946.   | 2 године, 322 дана | Председник Председништва Народне скупштине Босне и Херцеговине       | [ 2 ] |
| —               | 1    | Војислав Кецмановић | 1881—1961.  | 20. фебруар 1946.   | 13. новембар 1946.  | 2 године, 322 дана | Председник Президијума Народне скупштине НР Босне и Херцеговине      | [ 2 ] |
| 1946—1950.      | 2    | Ђуро Пуцар          | 1899—1979.  | 13. новембар 1946.  | 31. децембар 1946.  | 1 година, 338 дана | Председник Президијума Уставотворне скупштине НР Босне и Херцеговине |       |
| 1946—1950.      | 2    | Ђуро Пуцар          | 1899—1979.  | 31. децембар 1946.  | 15. септембар 1948. | 1 година, 338 дана | Председник Президијума Народне скупштине НР Босне и Херцеговине      |       |
| 1946—1950.      | 3    | Владо Шегрт         | 1907—1991.  | 15. септембар 1948. | 21. децембар 1950.  | 4 године, 136 дана | Председник Президијума Народне скупштине НР Босне и Херцеговине      |       |
| 1950—1953.      | 3    | Владо Шегрт         | 1907—1991.  | 21. децембар 1950.  | 29. јануар 1953.    | 4 године, 136 дана | Председник Президијума Народне скупштине НР Босне и Херцеговине      |       |

## Чланови
Чланови Президијума Народне скупштине НР Босне и Херцеговине изабрани 13. новембра 1946. године:
- Председник:
  - Ђуро Пуцар (до 15.9.1948)
  - Владо Шегрт (од 15.9.1948)
- Потпредседници:
  - Јаков Гргурић
  - Новак Мастиловић
  - Заим Шарац (до 15.9.1948)
  - Сулејман Филиповић (од 15.9.1948)
- Секретар:
  - Хуснија Курт (до 15.9.1948)
  - Мухидин Бегић (од 15.9.1948)
- Чланови:

- Иво Андрић
- Јуре Бегић
- Јозо Бакрач
- Богомир Брајковић
- Хасан Бркић
- Васо Бутозан
- Немања Влатковић
- Тодор Вујасиновић
- Угљеша Даниловић
- Душанка Ковачевић
- Пашага Манџић
- Мато Маркотић
- Сулејман Филиповић
- Ферид Ченгић
- Родољуб Чолаковић
- Владо Шегрт